# ميلوس هاجيك
ميلوس هاجيك (بالتشيكية: Miloš Hájek)‏ هو تربوي تشيكي، ولد في 12 مايو 1921 في Dětenice ‏ في التشيك، وتوفي في 25 فبراير 2016 في براغ في التشيك.